# 東海大学付属甲府高等学校
東海大学付属甲府高等学校（とうかいだいがくふぞくこうふこうとうがっこう）は、山梨県甲府市にある私立高等学校。全国に14校ある東海大学付属高校のひとつだが、学校法人東海大学の直属ではなく、学校法人東海大学甲府学園が経営する学校のため「連携校」と表記される。略称は東海大甲府。市内では東海と呼ばれている。

## 概要
東海大学関連高校独自の「高校現代文明論」という授業を中心に各教科が展開されるのが特徴。1957年（昭和32年）に前身となる山梨商業高等学校が教育者・石部栄永により創立。その後、東洋大学と提携し、東洋大学第三高等学校となるが、東洋大学の学園紛争が原因で提携解消し、1974年（昭和49年）に学校法人東海大学と提携し傘下に入り、東海甲府高等学校として発足。昭和52年東海大学甲府高等学校に校名変更し、2014年（平成26年）4月1日東海大学付属甲府高等学校に校名変更した。
過去には普通科のほか、衛生看護科があり、とくに東海大学医療技術短期大学と連携し医療従事者を養成していた。「連携校」と表記されるのは、経営母体が学校法人東海大学ではなく現地法人（学校法人東海大学甲府学園）であるためである。東海大学の付属高校は他校に先駆け2学期制を導入している。

## 校長
- 八巻英世

## 部活動
- 野球部（選手権：出場14回／選抜：出場6回）・サッカー部・ソフトボール部・陸上競技部・柔道部・剣道部・空手道部・テニス部・ゴルフ部・バドミントン部・バレーボール部・バスケットボール部・ラグビー部、吹奏楽部・写真部・将棋部・箏曲部・華道部・美術部・ボランティア部・演劇部

## 主な卒業生
野球
- 四條稔
- 久慈照嘉
- 山根善伸
- 金子歩
- 山口幸勇
- 榎康弘
- 萩原淳
- 箕田卓哉
- 村中恭兵
- 仲澤広基
- 高橋周平
- 渡邉諒
- 髙部瑛斗
- 亀田啓太
- 濱将乃介

その他
- 大柴健二（サッカー）
- 郷州力（キックボクシング）[1]
- 鬼山直也（アーチェリー）
- 富田克也（映画監督）
- 都築隆広（小説家）
- 鈴ノ木ユウ（漫画家）

## 著名な教職員・関係者
- 大八木治（野球部元監督）
- 村中秀人（野球部監督）

## 交通
- 甲府駅バスターミナル4番乗り場より山梨交通バスで、「東海高校」バス停下車